# Feuerdrill
Der Begriff Feuerdrill bezeichnet im Allgemeinen die Art des Feuerns bzw. Schießens der Infanterie. Im engeren Rahmen ist nur die Weise, auf die Linieninfanterie im Gefecht ihre Schüsse abgab gemeint. Beispiele für verschiedene Feuerdrills sind das Gliedweise Feuern und das Pelotonfeuer, das bei der British Army im 17. Jahrhundert langsam aufkam. Jede Nation hatte oft ihren ganz eigenen Feuerdrill.